# Měšice (zámek)
Zámek Měšice je rokoková stavba, nacházející se ve stejnojmenné obci, vzdálená 14 km severovýchodně od Prahy. Okolo zámku se rozkládá anglický park se vzácnými dřevinami, vyzdobený volně umístěnými sochami.
Zámek je součástí rozsáhlého barokního areálu, který kromě zámku s 15hektarovým anglickým parkem zahrnuje i prostorově velký čestný dvůr s hospodářskými budovami, na něž navazující dvě symetrické části vesnické zástavby a dále opět dvě symetricky vystavěné zámecké bažantnice (obory), které celý cca 40 ha areál uzavírají a propojují jej s okolní krajinou.

## Historie

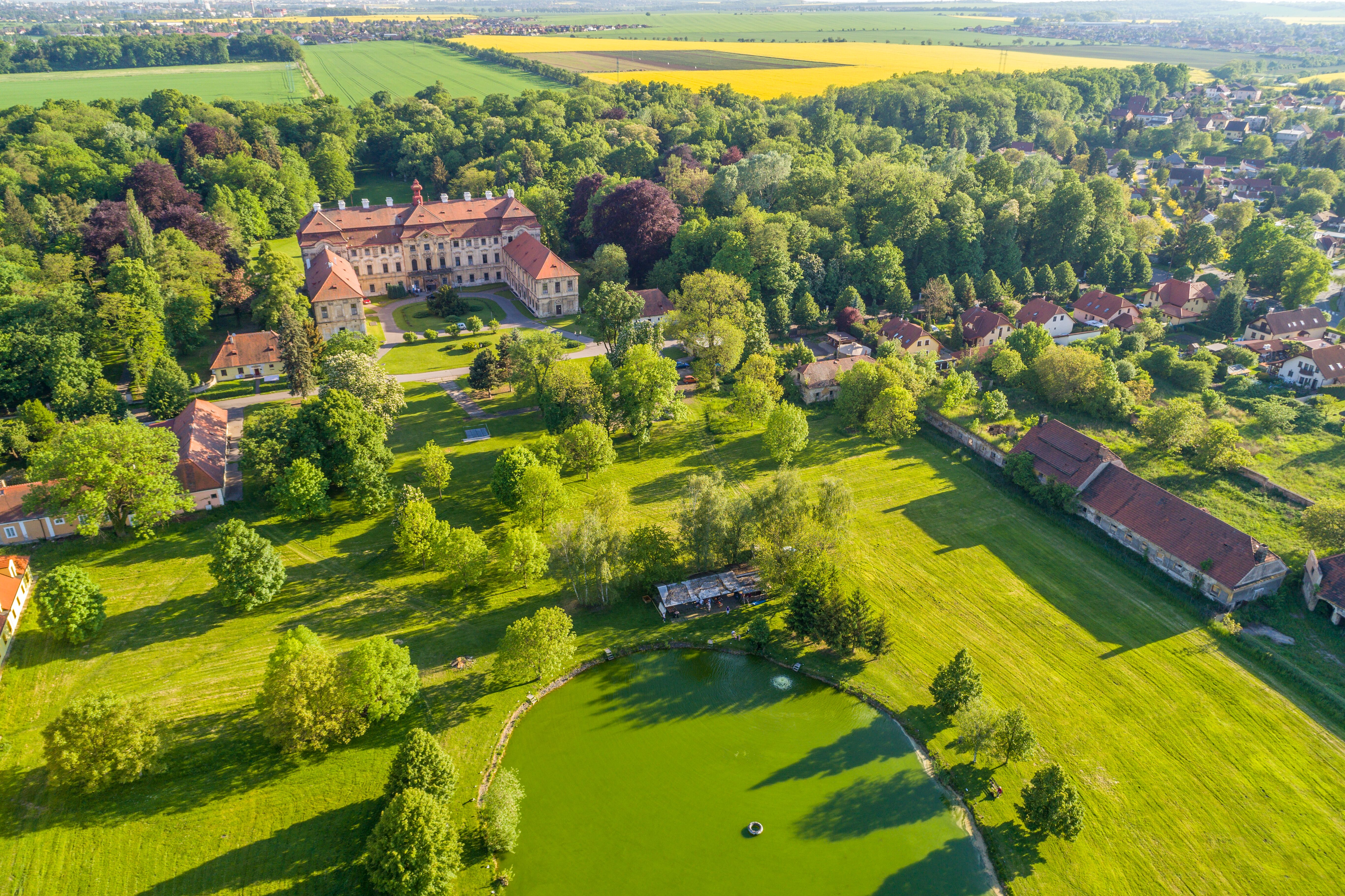
Zámek Měšice, spolu s parkem a hospodářským dvorem

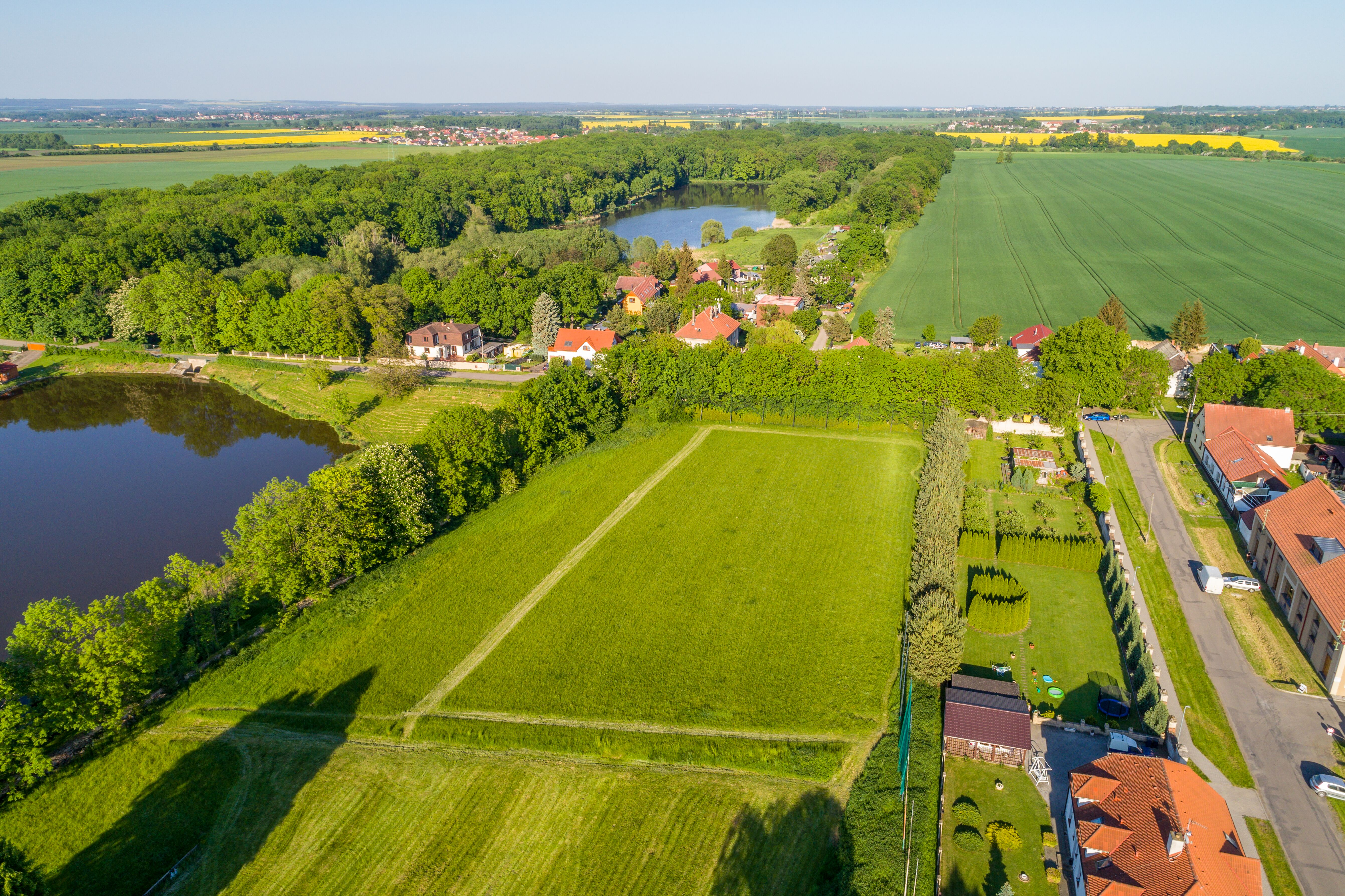
Východní část historické zámecké bažantnice (dnes nazývané Velká), která navazuje na hospodářský dvůr a propojuje celý zámecký areál s okolní krajinou.

Zámecký areál Měšice nechal zbudovat František Václav z Nostic-Rienecku jako nové hlavní rodové sídlo Nosticů v blízkostí nevyhovující tvrze, která stála od přelomu 13. a 14. století přibližně 300 m jižně od dnešního zámku, do prostředí pozdněbarokního komplexu o jehož hlavním autorovi se nedochovaly záznamy. Je doložena pouze spolupráce předních spolupracovníků Kiliána Ignáce Dientzenhofera - hradního tesaře Josefa Löfflera a kameníka Františka Lauermanna. Rokokový zámek nechal zbudovat jeho syn František Antonín z Nostic-Rienecku. Rodu Nosticů v té době kromě Měšic patřilo také celé tzv. pakoměřické panství. Právě z nedalekých Pakoměřic sem Nosticové po dostavbě zámku přestěhovali své hlavní sídlo.
Výstavba vlastního zámku probíhala ve dvou etapách. V letech 1767–1775 byl vystavěn hlavní trakt a průčelní obdélníková dvoupatrová budova a v letech 1780–1790 se pokračovalo výstavbou bočních křídel. V sousedství samotného zámku byl původně vytvořen francouzský park, který přirozeně navazoval na velký a dle barokních pravidel zbudovaný komplex hospodářských budov a vodních ploch (2 hospodářské budovy, 2 bažantnice, jízdárna, sady). Park přiléhající k zámku později získal podobu anglických parků s pestrým souborem květin a stromů.
Na průčelí zámku se dochovaly hodiny zkonstruované mistrem hodinářem Sebastianem Londenspergerem v Praze roku 1774. Zámecké hodiny s detailními barokními dekoračními prvky byly spolu s hodinářským strojem v roce 2006 rekonstruovány a 1. května 2006 znovu uvedeny do provozu.
V roce 1775 byl na střeše zámku instalován první hromosvod v Čechách pražským profesorem medicíny a fyziky dr. Josefem Tadeášem Klinkošem. Tento stále na zámku vztyčený hromosvod má podobu konstrukce navržené americkým státníkem a také přírodovědcem Benjaminem Franklinem.
V letech 1776–1785 v zámku bydlel a jako vychovatel byl zaměstnán český filolog a historik Josef Dobrovský.
Zámek a ostatní budovy zámeckého areálu byly v roce 1910 připojeny na elektrickou síť, kde zdrojem byl dieselový agregát.
Po smrti Františka Antonína Nostice zámek a přilehlé pozemky zůstaly i nadále ve vlastnictví jeho potomků a to až do roku 1945, kdy byl zámek a komplex budov na základě Benešových dekretů Nosticům zkonfiskován a majitelé odsunuti do Rakouska. Zdejší zámecká knihovna s mnoha spisy světové literatury či dokumentující (např. vývoj obce), četné vybavení byly po druhé světové válce zničeny, případně rozkradeny. V zámku nejdříve Slovanská kolej jako školní zařízení spadající pod Ministerstvo školství a osvěty a zabývalo se především středoškolskému všeobecnému a jazykovému vzděláváním dívek. V místě původní zahrady a sadu v severní části areálu bylo vytvořeno fotbalové hřiště a z jízdárny pak tělocvična pro TJ Sokol a potřeby Slovanské koleje.
Od roku 1948 do roku 1959 zde působila Ústřední škola Revolučního odborového hnutí. Od roku 1964 nemocnice s internou a do počátku 90. let i s noční pohotovostní službou.
V roce 1971 zde natáčel film režisér Jan Matějovský Pět mužů a jedno srdce.

V roce 1996 byly zámek, některé budovy (část hospodářských budov, jízdárna) a pozemky převedeny státem do vlastnictví obce Měšice. Dnes zámek slouží potřebám Centru integrované onkologické péče.

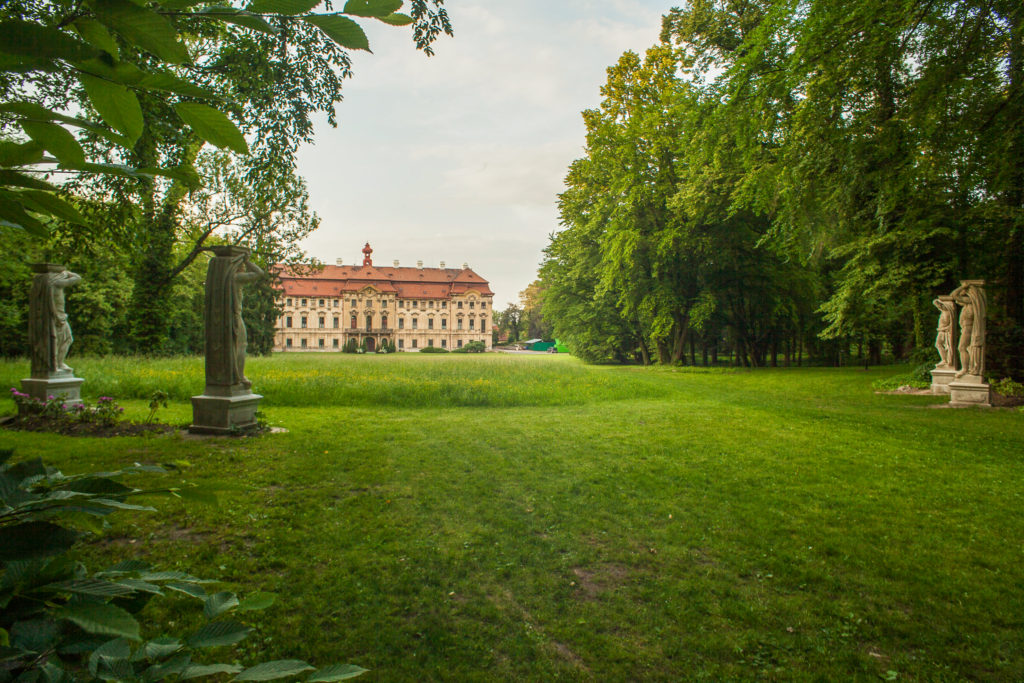
Zámecký park Měšice. V popředí sochy Atlantů.

## Architektura a výzdoba

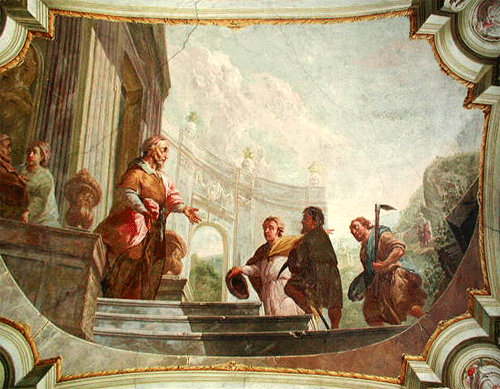
Stropní freska od Ambrozziho

Zámeckou budovu postavil architekt Antonín Haffenecker a její výtvarná výzdoba je dílem Josefa Hagera, Václava Ambrozziho a Petra Prachnera. Zámek představuje jednu z nejzajímavějších pozdněbarokních realizací v Čechách vůbec.
Hlavní trakt, průčelní obdélníková budova, má dvě patra, přičemž její druhé, obytné patro je podstatně nižší než reprezentační první. Její protilehlé fasády jsou řešeny stejně, z podélných front vystupují v šíři tří okenních os jeden střední a dva krajní rizality. Krajní rizality jsou od přízemí výš rozčleněny hladkými pilastry, mezi nimiž nad okny prvního poschodí jsou římsy a štukové ozdoby a v podstřeší na malém segmentovém štítu kartuše. Ve středním rizalitu v přízemí mezi třemi portály jsou sloupy s jónskými hlavicemi, nesoucí balkón s okovanou mříží. Nad tím přes výšku dvou podlaží jsou na krajích dva hladké pilastry a mezi nimi dva polosloupy, obojí s korintskými hlavicemi. Podstřešní štít je trojúhelníkový s ciferníkem obklopeným bohatou kartuší. Nad okny se nacházejí ozdobené římsy s rokokovým štukem. Fasáda mezi rizality stejně jako fasáda bočních front je členěna nižšími pilalistry s volutovými hlavicemi, jež nesou římsu pod okny druhého poschodí, a plocha mezi okny je vyzdobena volutovými konzolami. Obdobně jsou řešena boční, jednopatrová křídla, původně pravděpodobně ukončená terasami a snad výrazně pročleněná otevřenými arkádami, dnes dochována v pozměněné podobě.

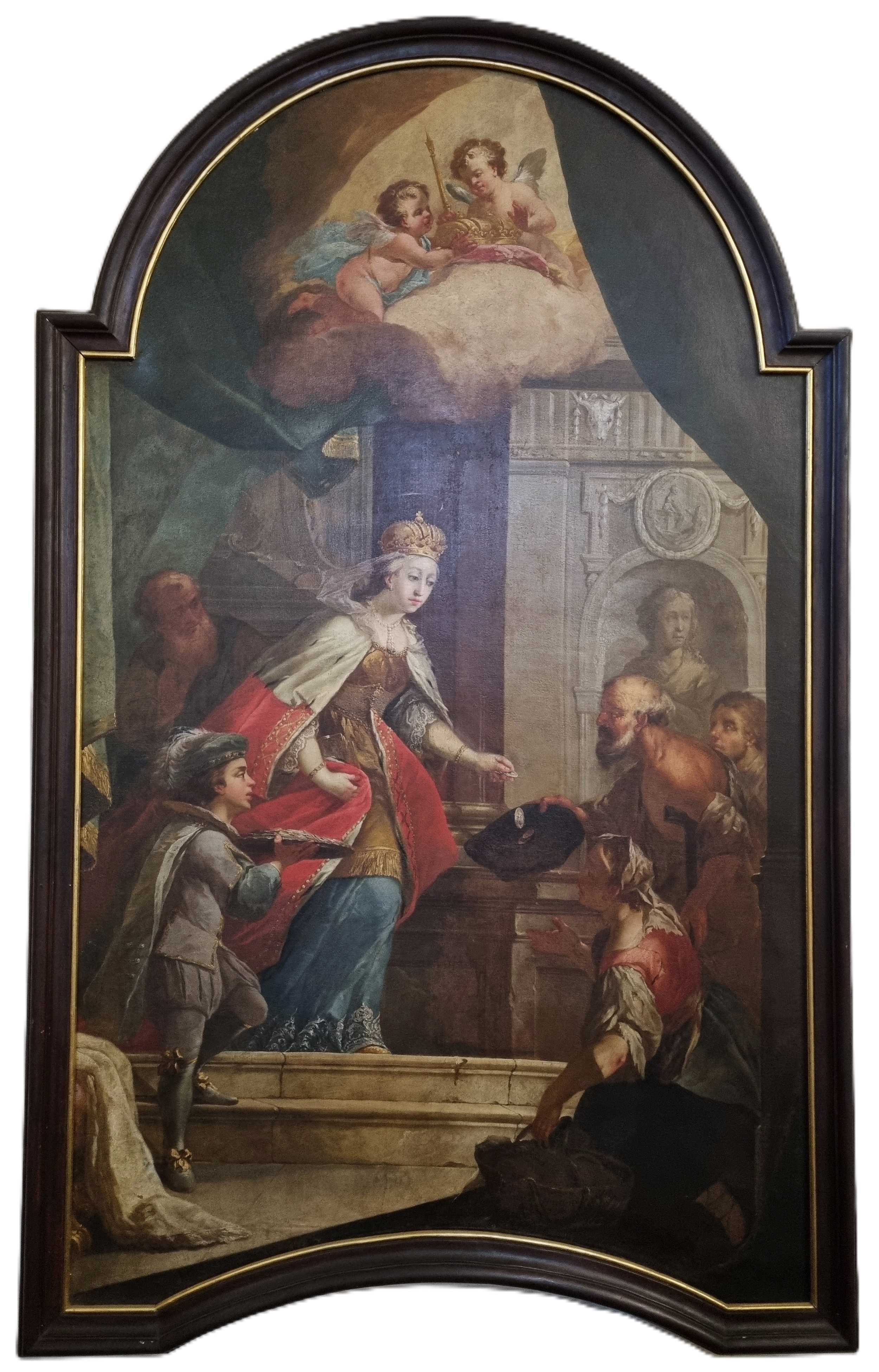
Obraz sv. Alžběty Durynské ze zámecké kaple

Z vnitřních částí patří k nejcennějším sál v prvním poschodí, vyzdobený roku 1771 malbami J. Hagera, a zámecká kaple, která původně zaujímala výšku dvou podlaží (dnes přepatrována). I zde jsou hlavním ozdobným prvkem ploché pilastry a jónskými hlavicemi. Střední pilastry spojuje široký pás, který dělí klenbu na dvě části vyzdobené freskami V. Ambrozziho z roku 1775 s biblickými náměty. Prachnerův barokní oltář běžného typu nesl obraz sv. Alžběty rovněž od Ambrozziho.
Na vlastní zámek navazuje ve formě čestného dvora mohutný, symetricky komponovaný hospodářský dvůr a dále do dvou symetrických souběžných ulic proponovaná zástavba poddanských chalup. Na opačné straně zámku pak leží rozlehlý park.

## Zámecké divadlo

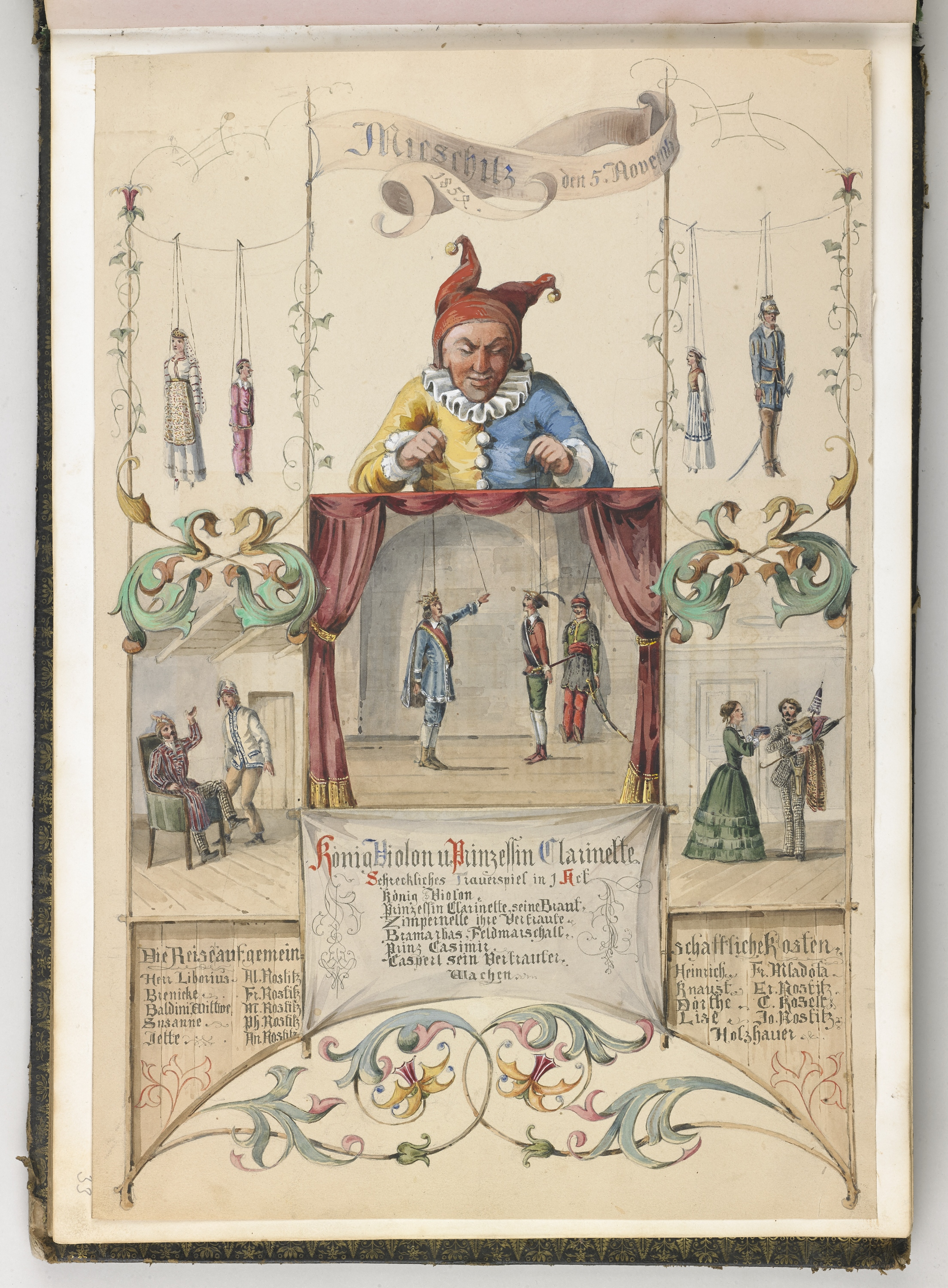
Pamětní kniha zámeckého divadla v Měšicích z let 1838-1905 (SOA Praha)

V západním křídle zámku byl umístěn divadelní sál, který rodina Nosticů využívala k pořádání soukromých rodinných divadelních představení. 

## Ve filmu
- Příběhy obyčejného šílenství (2005, režie: Petr Zelenka)
- Dáma a Král, II. série, 13. díl – Vyhoďme ho z kola ven (2019, režie: Petr Zahrádka)